# Riza
Riza Tisserand (Amsterdam, 1973) is een Nederlands rapper, cabaretier en radio-dj.

## Biografie

### Muziek
Al vroeg was muziek voor hem een uitlaatklep van emoties en ideeën. Toen Tisserand op 12-jarige leeftijd voor het eerst serieus in aanraking kwam met hiphop door een cassettebandje van een schoolgenoot was hij meteen overstag. Gefascineerd door het idee op deze manier zijn gevoelens te uiten begon Tisserand nog geen week later, met een kopie van het bandje spelend op de achtergrond, aan zijn eerste raptekst. Een maand later stond Tisserand voor het eerst op het podium als rapper. De jaren erna trad hij regelmatig op, maar nog niet op een serieus professioneel niveau. Op 26 januari 2001 bekeerde Riza zich tot de islam. Hij ging toen serieus aan de slag en begon steeds meer nummers te schrijven. 2003 was het jaar van zijn definitieve doorbraak met het nummer "In de ban van dat ding" (een diss-track tegen Brainpower).

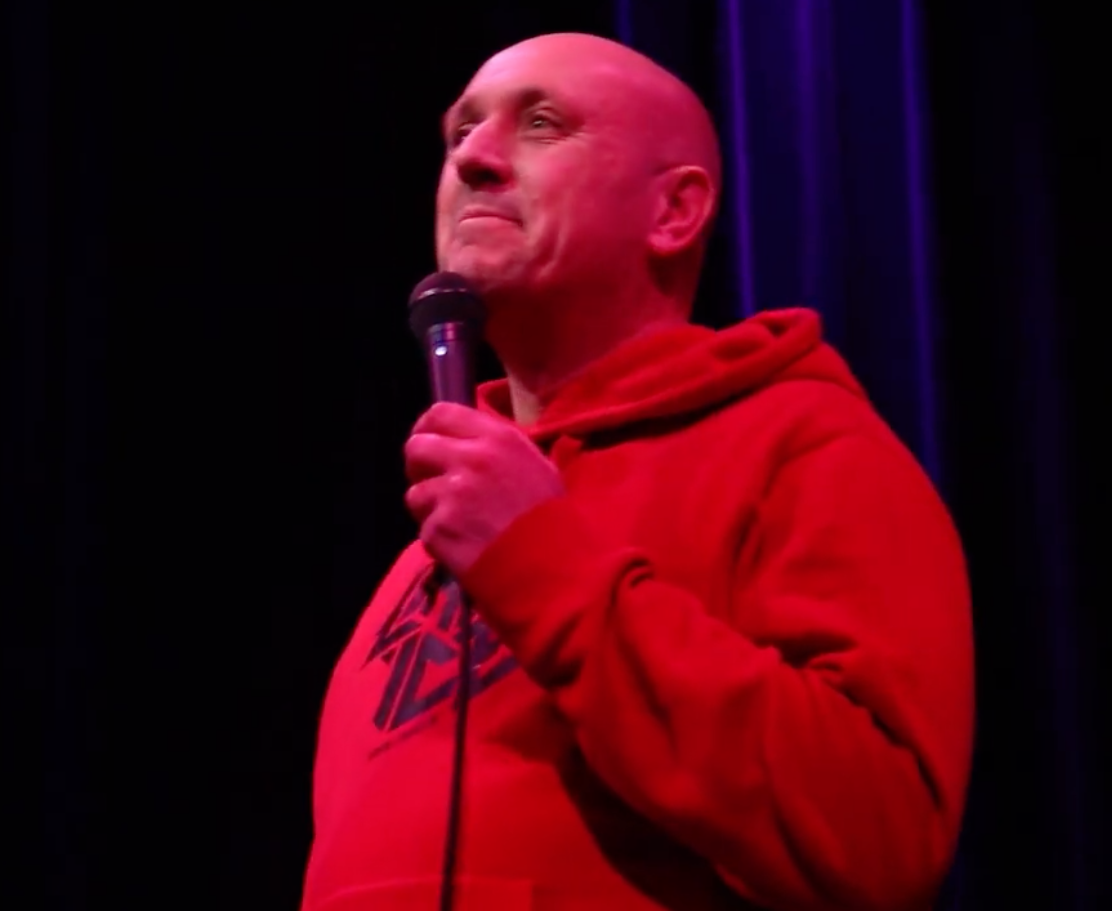
Tijdens optreden in 2021

Na de moord op Theo van Gogh besloot Riza samen met Yes-R en Ninthe een antwoord te geven op alle onrust en negatieve geluiden over moslims die er vanuit de maatschappij te horen waren. Dit resulteerde in het nummer "Actueel Vandaag", dat niet-commercieel werd uitgebracht en binnenkwam op 15 in de FunX Charts.
Tevens verscheen van hem in februari 2006 het mini-album Het Vooronderzoek (ook wel bekend als de "8 uur-sessie", omdat het album in acht uur tijd was opgenomen) geproduceerd door Fabian Dech. Het werd het eerste hiphopalbum dat door de Centrale Discotheek Rotterdam digitaal werd uitgeleend. Na een paar maanden van afwezigheid kwam Riza met een single over de rapper Ali B, waarin de laatste respect krijgt voor zijn werk, maar Riza ook eerlijk voor zijn afgunst uitkomt.
Hierna verschenen nog meer commerciële en niet-commerciële singles en op 4 juni 2009 verscheen van zijn hand het allereerste Hip Hop Luisterboek.
Door BNN's statemagazine.nl werd Riza in juni 2009 "de hardstwerkende rapper van Nederland" genoemd.

### Cabaretier
In februari 2009 sloot Tisserand zich aan bij het comedygezelschap Comedy Explosion. Niet lang daarna introduceerde collega Javier Guzman hem in zijn televisieshow Javier Guzman Presenteert: Comedy Explosion op Veronica als een van zijn favoriete cabaretiers. Daarnaast werd Riza een van de vaste cabaretiers tijdens het programmaonderdeel "De Shoot Out" in het programma Guzmania, eveneens op Veronica.
Riza tourde samen met Comedy Explosion langs theaters in het hele land.
Zijn eerste solovoorstelling 'Bekeerling' speelde hij in theaterseizoen 2018/2019. Na deze theatertour sloot Riza zich aan bij impresariaat Grappige Zaken en op dit moment tourt Riza met zijn tweede solovoorstelling, 'Adembenemend' door Nederland.
- Bekeerling, 2018/2019 (TVB Theater)
- Adembenemend, 2020 (Grappige Zaken)

### Presentator en columnist
Sinds 2006 werkt Tisserand als presentator en columnist bij de populaire jongerenzender FunX. Hij presenteert hier het wekelijkse programma Weekend Wax samen met collega Hatim, en daarnaast maakt hij zes dagen per week een nieuwe ingerapte column over actualiteiten.
Tot juni 2009 maakte Riza meer dan 550 rapcolumns voor FunX, genoeg voor bijna tien volle albums, waarvan hij een deel tot een Hip Hop Luisterboek liet mixen door Goodfellas DJ Crew.
De titel van het Hip Hop Luisterboek is Riza Rap Boek 1 – Mening en Vervreemding.
Van juni 2017 tot januari 2019 was Tisserand presentator op NPO Radio 1. Hij presenteerde daar iedere zaterdag- en zondagochtend het programma 'Riza'.

## Discografie

### Niet-commerciële singles
- In de ban van dat ding, 2003, disstrack naar Brainpower (gratis downloadsingle).
- Actueel Vandaag, 2004, met Yes-R en Ninthe / nr. 15 in de FunX Charts.
- Ironman, 2009, met bijdrage van Nino (alleen op album verkrijgbaar).
- Rond, 2009, met bijdrage van Imperial en Donnie Pay (alleen op album verkrijgbaar).

### Singles
| Single met eventuele hitnotering(en) in de Nederlandse Top 40 | Datum van verschijnen | Datum van binnenkomst | Hoogste positie | Aantal weken | Opmerkingen                |
| ------------------------------------------------------------- | --------------------- | --------------------- | --------------- | ------------ | -------------------------- |
| Eclips                                                        | 2004                  | -                     | -               | -            | -                          |
| Ik en Ali B                                                   | 2006                  | -                     | 56              | 3            | Een publieke ode aan Ali B |
| Als jou zijn                                                  | 2007                  | -                     | -               | -            | Met bijdrage van Jalise    |
| Soeper Doeper Oeper                                           | 2009                  | -                     | -               | -            |                            |

### Albums
| Album met eventuele hitnotering(en) in de Nederlandse Album Top 100 | Datum van verschijnen | Datum van binnenkomst | Hoogste positie | Aantal weken | Opmerkingen       |
| ------------------------------------------------------------------- | --------------------- | --------------------- | --------------- | ------------ | ----------------- |
| Het Vooronderzoek EP                                                | 2006                  | -                     | -               | -            | EP / 8 uur-sessie |
| Rond                                                                | 2009                  | -                     | -               | -            | Album             |

### Overig werk
- 2003 - De Auditie (D-Men - De Straatremixes Deel 2)
- 2005 - Tussenstand (DJ Law - First Assignment Mixtape)